# Carina Samuelson
Carina Samuelson, folkbokförd Margaretha Carina Samuelsson, ogift Hallberg, född 20 november 1966 i Fosie församling, Malmöhus län, är en svensk kristen sångare. 
Hon växte upp i Malmö och Skanör och tillsammans med maken Jard Samuelson (född 1952) har hon gett ut flera skivor och bland annat medverkat i den populära programserien Minns du sången som gick på Sveriges Television några säsonger omkring år 1999.
Carina Samuelson arbetar inom barnverksamheten hos Svenska kyrkan i Skanör-Falsterbo församling.

## Diskografi i urval
- 1988 – Jard och Carina Samuelson: Du har en vän
- 1990 – Jard och Carina Samuelson: Vilken underbar värld
- 1992 – Jard och Carina Samuelson: En härlig morgondag
- 1995 – Jard Samuelson: Varje dag är en gåva
- 2004 – Jard Samuelson: En sång en gång för längesen. Green, green grass of home
- 2011 – Jard Samuelson: Sången i mitt liv